# Chiesa dei Santi Fermo e Rustico (Cusago)
La chiesa dei Santi Fermo e Rustico è la parrocchiale di Cusago, in città metropolitana e arcidiocesi di Milano; fa parte del decanato di Cesano Boscone.

## Storia
La parrocchia di Cusago venne eretta il 4 ottobre 1602 in occasione della visita pastorale dell'arcivescovo di Milano Federico Borromeo.
La nuova chiesa dei Santi Fermo e Rustico venne costruita nella prima metà di quel medesimo secolo.
Dalla relazione della visita pastorale del 1747 dell'arcivescovo Giuseppe Pozzobonelli si legge che la parrocchiale, in cui avevano sede le confraternite del Santissimo Sacramento e del Santissimo Rosario, aveva come filiali gli oratori di Sant'Antonio abate, dell'Assunzione della Beata Maria Vergine, di San Francesco a Monzoro e di San Martino in località Assiano.
Nel 1894 la chiesa fu dotata di un organo realizzato dalla ditta Carcano e tre anni dopo l'arcivescovo Andrea Carlo Ferrari, compiendo la sua visita pastorale, trovò che la parrocchiale, da cui dipendevano le due cappelle di San Francesco e di San Martino, era sede della confraternita del Santissimo Sacramento.
L'edificio venne interessato dall'intervento di adeguamento liturgico alle norme postconciliari, con l'aggiunta dell'ambone e dell'altare rivolto verso l'assemblea e la rimozione delle balaustre che delimitavano il presbiterio.

## Descrizione

### Esterno
La facciata a capanna della chiesa, rivolta a occidente e suddivisa da una cornice marcapiano modanata in due registri, entrambi scanditi da lesene, presenta in quello inferiore i tre portali d'ingresso architravati e due nicchie con le statue dei Santi Giovanni e Giuseppe, mentre in quello superiore, che è coronato dal timpano triangolare, una finestra e altre due nicchie ospitanti i simulacri raffiguranti i Santi Ambrogio e Carlo.
Annesso alla parrocchiale è il campanile a base quadrata, la cui cella presenta su ogni lato una bifora affiancata da lesene e coperto dal tetto a quattro falde.

### Interno
L'interno dell'edificio si compone di un'unica navata, sulla quale si affacciano le cappelle laterali introdotte da archi a tutto sesto e le cui pareti sono suddivise da una cornice marcapiano modanata e aggettante in due registri, di cui quello inferiore è scandito da lesene e quello superiore caratterizzato da finestre; al termine dell'aula si sviluppa il presbiterio, rialzato di alcuni gradini e chiuso dall'abside semicircolare.